# Oswaldia aurifrons
Oswaldia aurifrons là một loài ruồi trong họ Tachinidae.